# شلندي
الشلندي من أنواع السفن الحربية التي استعملها العرب في العصور الوسطى.
مؤلفة من طابقين، يقيم في الأعلى الجنود المقاتلون ويقيم في الأسفل الجدافون.